# اوئه‌هارا موتوسوکه
اوئه‌هارا موتوسوکه (به ژاپنی: 上原 元将 うえはら もとすけ); تولد نامشخص – مرگ ۱۵۸۴) در طی دوره سنگوکو تا دوره آزوچی-مومویاما بود. او داماد موری موتوناری رهبر خاندان موری در اصل از ولایت بینگو بود.